# Pomaulax japonicus
Pomaulax japonicus is een slakkensoort uit de familie van de Turbinidae. De wetenschappelijke naam van de soort is voor het eerst geldig gepubliceerd in 1845 door Dunker.